# 桜雪 ichtys作品集
『桜雪 ichtys作品集』（さくらゆき イクシスさくひんしゅう）は、ichtys（イクシス）の初期の短編漫画を収録したコミックス。同作者が後に連載する作品『シューピアリア』の下敷きとなった作品が多い。

## 概要
2007年3月22日発行の少年ガンガンコミックス。(スクウェア・エニックス、ISBN 978-4-7575-1946-6)

### 収録作品
- NO ONE CAN DO IT
2003年5月期G.I入選作品、ガンガンパワード2003年秋季号掲載。
- 神子 －シェンズ－
ガンガンWING2004年2月号掲載。
- 桜雪
ガンガンパワード2004年春季号掲載。
作中の舞台は近江鉄道本線桜川駅である。また主人公の軽上が通う高校は、滋賀県立日野高等学校がモデルと推測される。
- 混乱（バベル）の塔
2002年8月期G.I奨励賞作品。